# Kenneth Mikkelsen
Kenneth Dehn Mikkelsen (født 12. august 1971 i Holstebro, Danmark) er folketingsmedlem for Venstre i Vestjyllands Storkreds, efter Kristian Jensen nedlagde sit mandat i 2021, i forbindelse med at Jensen modtog et job som særlig repræsentant for Danmark i FN under regeringens ledelse. Ved Folketingsvalget 2022 opnåede Mikkelsen ikke genvalg.